# Ucrania sin Kuchma
Ucrania sin Kuchma (Україна без Кучми! en ucraniano, transl. Ukraïna bez Kuchmi!) fue una manifestación masiva que tuvo lugar entre el año 2000 y primeros de 2001, antes de la Revolución Naranja. A diferencia de esta última, esta campaña fue reprimida por las fuerzas del Gobierno con el resultado de arresto de varios opositores y manifestantes. Mientras se buscaban responsabilidades del suceso, Víktor Yanukóvich del Partido de las Regiones fue investido Presidente.
La manifestación fue organizada por el partido de la oposición, influida por el conocido como "Escándalo de los Casetes" durante las elecciones de 1999 llevado a cabo por el [entonces] presidente Leonid Kuchma. A pesar de las fuerzas policiales, las protestas persistieron y consolidaron el apoyo de la población en el partido opositor con el que daría comienzo a la revolución Naranja al año siguiente.

## Inicio de las protestas

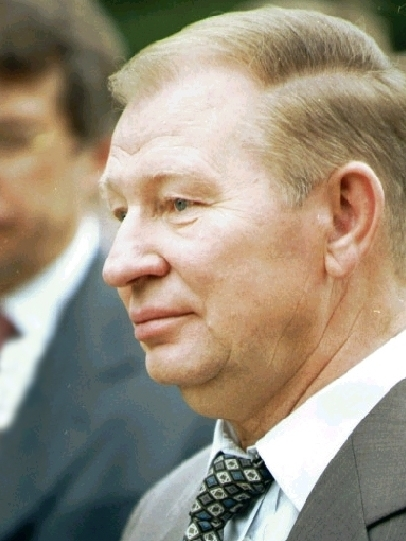
Leonid Kuchma

La primera campaña apenas tuvo repercusión en los medios de comunicación del país. Los primeros manifestantes se concentraron el 15 de diciembre de 2000 en la plaza Maidan Nezalezhnosti, Kiev. Los concentrados en el lugar exigieron explicaciones a Kuchma sobre la desaparición del periodista Georgiy Gongadze y que se abriese una investigación.

## Crecimiento del apoyo político

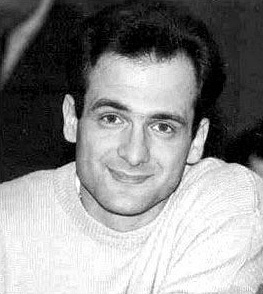
El supuesto "secuestro" del periodista Gongadze y posterior muerte fue uno de los desencadenantes de las protestas

Inmediatamente, la iniciativa empezó a tener una gran acogida y tanto los estudiantes como los activistas opositores mostraron su apoyo. En 1999, el partido de la oposición perdió las elecciones presidenciales poco antes de que estallase el escándalo de los casetes, también conocido como "Kuchmagate". 
Los manifestantes estuvieron organizados en una coalición unificada y dirigidos por un líder colectivo. Sin embargo, la [entonces] líderesa del Comité Nacional de Salvación Yulia Tymoshenko, Yuri Lutsenko del Partido Socialista y Volodimir Chemerys del grupo Independiente fueron los dirigentes de las protestas. Más de una docena de partidos políticos de diferentes signos apoyaron las acciones. Los portavoces de los partidos dejaron a un lado sus diferencias y se concentraron contra el autoritarismo y por una política más transparente.
La mayoría de manifestantes estuvo formada por estudiantes y jóvenes, aunque la campaña fue ganando adeptos de otras edades. Los concentrados en el lugar levantaron tiendas de campaña en la plaza y en las calles aledañas. Aparte de los mítines, también se organizaron conciertos por parte de músicos apoyaban la causa. Además de la corrupción política, también se prepararon huelgas estudiantiles en algunas universidades.

## Acción policial
Ante la escala que estaban tomando los acontecimientos, las autoridades intentaron destrozar las acampadas y recurrir a policías infiltrados para provocar acciones violentas, pero evitando en lo posible disturbios. El [entonces] alcalde de Kiev Oleksandr Omelchenko ordenó el desalojo de los manifestantes bajo el pretexto de rehabilitar la plaza, en la que se levantaron vallas. Esta decisión previno algunos manifestantes de que se concentraran en un único punto, pero apenas afectó la marcha. Las autoridades de otras ciudades adoptaron la misma táctica de las obras.

## Consecuencias políticas
Ante la falta de unidad general por parte de los partidos políticos de la oposición del Parlamento, estos apoyaron de manera simbólica a los manifestantes como protesta por la elección Kuchma como primer ministro. Los Liberales se vieron forzados a tomar acciones después de dar su apoyo a Viktor Yushchenko, el cual se mostró contrario al poder oligarca de los parlamentarios.
Los manifestantes le pidieron que escuchase sus demandas y tomase el liderato, pero Yushchenko rechazo el ofrecimiento, no obstante se dirigió a la opinión pública y les animó a persistir. Por otro lado, los medios de comunicación afines al Gobierno se mostraron partidarios de Kuchma y de las autoridades.
Leonid Kuchma recibió a tres portavoces de la campaña para atender a sus demandas, sin embargo hizo oídos sordos. Según Volodimir Chemerys, el presidente declaró que podría despedir al Ministro del Interior Kravchenko (acusado de la desaparición de Gongadze) tal como los manifestantes exigieron aunque nunca se llevó a cabo.

## Disturbios
Las concentraciones masivas estuvieron organizadas delante de los edificios gubernamentales. Los organizadores hicieron un llamamiento a la resistencia pacífica, pero fueron incapaces de controlar a los exaltados. El 9 de marzo de 2001, coincidiendo con el aniversario de Taras Shevchenko, hubo unos pequeños brotes de violencia por lo que fue necesario la intervención policial con el resultado de docenas de heridos. Esta manifestación está considerada como la más violenta de la historia de la Ucrania moderna.
Los manifestantes declararon que fueron provocados por la policía con el objetivo de desencadenar acciones vandálicas mediante el bloqueo a los manifestantes y el uso de policías infiltrados como antisistema. Sin embargo, otros altercados vinieron por parte de simpatizantes de extrema derecha. En respuesta, las autoridades realizaron detenciones masivas por toda la ciudad, centrándose en especial, en los más jóvenes. La imagen pública de los incidentes fue tan negativa que los apoyos a la campaña fue decreciendo hasta que finalizó. Un grupo de manifestantes activos, por otra parte, fueron procesados y encarcelados.

## Efectos a largo término

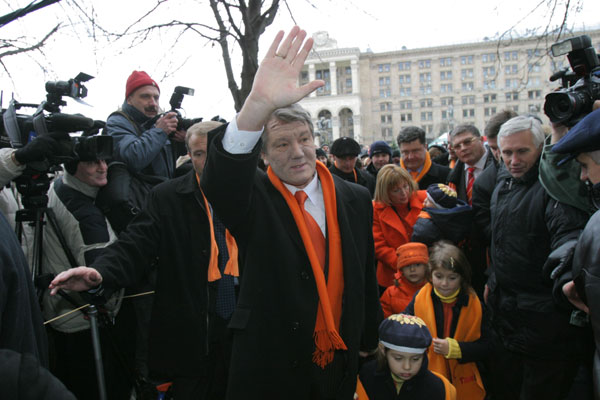
Yushchenko durante la Revolución Naranja contra el fraude electoral (noviembre de 2004).

A finales de aquel año, el primer ministro Yushchenko fue despedido por el presidente Kuchma y se unió a la oposición. Durante las elecciones de 2002 se presentó bajo el partido Nasha Ukraïna con la que ganó en votos pero no en escaños al no conseguir la mayoría del Parlamento. La mayor parte de los líderes del UbK (Ucrania sin Kuchma) se unieron en coalición mientras que otros se inscribieron en el Partido Socialista y el Bloque de Timoshenko (sucesor del Comité de Salvación Nacional). Al cabo de un tiempo, todos pasarían a formar alianzas con Nasha Ukraïna.
La campaña electoral de 2004 fue significativa respecto al uso de eslóganes, tácticas y "espíritu general" del UbK. Durante el recuento de votos hubo un fraude electoral con el resultado del comienzo de la revolución Naranja. Finalmente Yushchenko fue envestido presidente y nombró a Yuriy Lutsenko (uno de los líderes de la campaña) ministro de Interior y a Timoshenko como primera ministra.